# Коста Павлов (лекар)
Вижте пояснителната страница за други личности с името Коста Павлов.
Коста (Костадин) Павлов е български лекар.

## Биография
Втори син е на учителя в едно от килийните училища в Ловеч – поп Павел. Той е първият лекар в Ловеч, който завършва медицина в Чехия. През 1855 г. е студент в Прага. Поддържа редовна кореспонденция с Найден Геров. За образованието си получава финансова подкрепа от д-р Петър Берон, хаджи Бакалолу от Браила, хаджи Анастас от Ловеч, отец Козма и брат му Мирю Павлов. След завръщането си в българските земи става лекар в Свищов. През 1867 г. участва в местния революционен комитет. Умира през 1870 г.